# Risum-Lindholm
Risum-Lindholm (dansk/tysk), Risem-Loonham eller Risem-Lunham (nordfrisisk) er to landsbyer og en kommune i det nordlige Tyskland under Kreis Nordfriesland i delstaten Slesvig-Holsten. Byen er beliggende 5 kilometer sydvest for Nibøl og 6 kilometer vest for Læk på grænsen mellem marsk og gest.
Risum og Lindholm er beliggende på en højereliggende gestø, som kaldes for Risum-mose eller Kornkog.
Til kommunen hører Brovej (tysk: Broweg, nordfrisisk: Bruwäi), Herrekog (nordfrisisk: Hiirnekuch, tysk: Herrenkoog), Läiged, Legerade (nordfrisisk: Läigeroos), Lindholm (nordfrisisk:  Lunham), Klokris (tysk: Klockries, nordfrisisk: Klookriis), Krempehus (tysk: Kremperhaus), Masbøl (nordfrisisk: Moosbel tysk: Massböl), Risum (nordfrisisk: Risem) og Vejager (tysk: Wegacker, nordfrisisk: Wäieeker)'.
Landsbyen Risum er allerede nævnt i kong Valdemars Jordebog i 1231 som del af Bøkingherred. Den nuværende kommune Risum-Lindholm blev dannet i 1969 af Risum og Lindholm, der indtil da var selvstændige kommuner. Kommunen samarbejder på administrativt plan med andre kommuner i Sydtønder kommunefællesskab (Amt Südtondern).
I den danske tid hørte de to landsbydele til henholdsvis Risum og Lindholm Sogne (Bøking Herred).
Risum-Lindholm kan betragtes som de nationale friseres hovedstad i Nordfrisland. Den danske-frisiske skole i Risum underviser i både dansk, frisisk og tysk på højt niveau. Skolen drives af Dansk Skoleforening for Sydslesvig. Både Bende Bendsen, Johannes Oldsen og Berthold Bahnsen kom fra Risum-Lindholm.

## Wätj Lönj
Sydvest for landsbyen er der oprettet naturoplevesområde Wätj Lönj (nordfrisisk for vådt land).